# Alistair Cooke

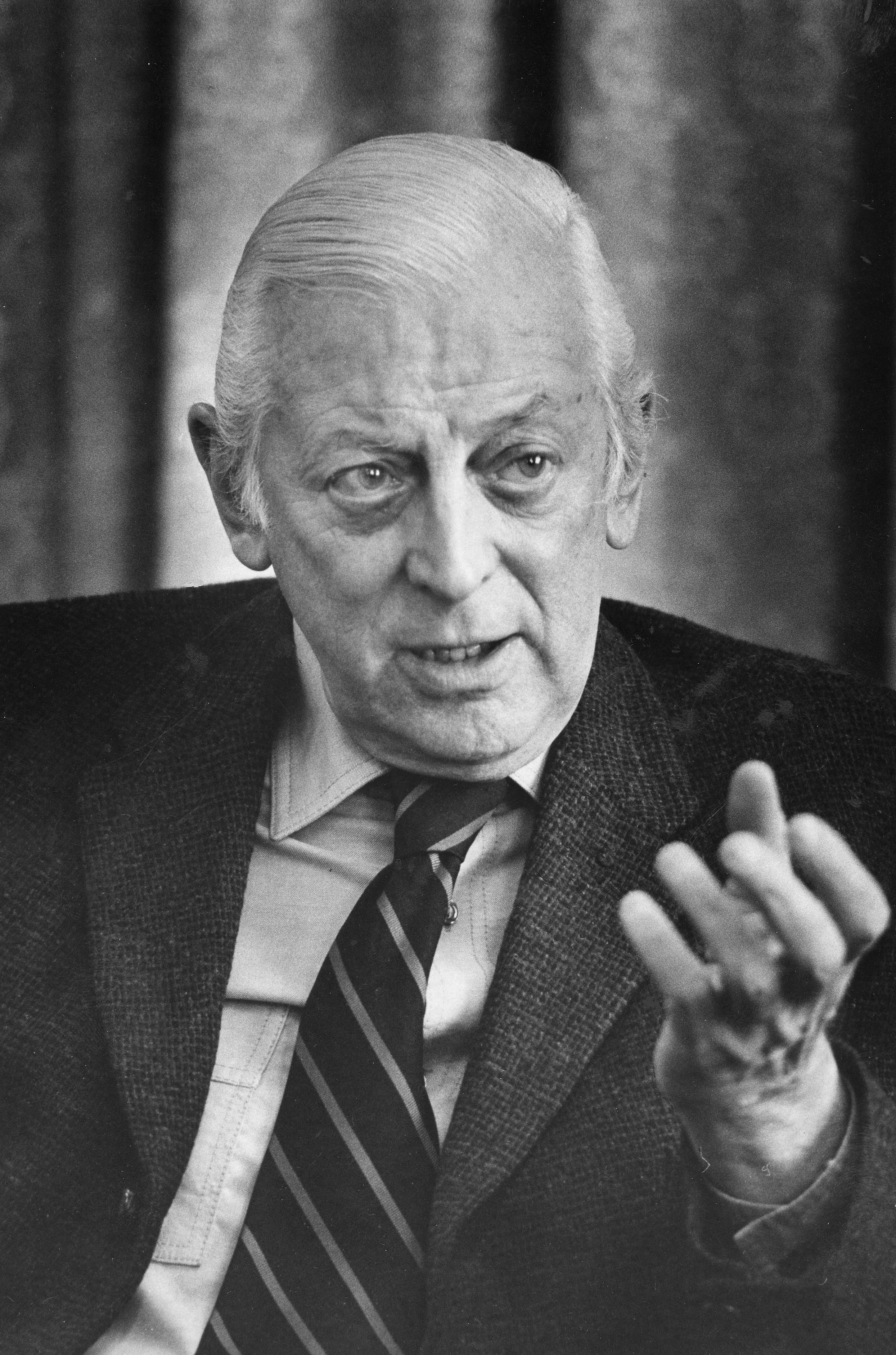
Alistair Cooke tijdens een interview in 1974

Alfred Alistair Cooke, geboren als Alfred Cooke, (Salford, 20 november 1908 – New York, 30 maart 2004) was een in Engeland geboren journalist die verreweg het grootste deel van zijn leven in de Verenigde Staten heeft gewoond.
Hij is in Engeland en Europa het meest bekend geworden door de radiopraatjes van een kwartier die hij van 1946 tot 2004 wekelijks hield op de radio voor de BBC Radio 4 en de BBC World Service, met als titel Letter from America. 

## Levensloop
Cooke werd geboren in de buurt van Manchester onder de naam Alfred Cooke, maar voegde de tweede voornaam 'Alistair' officieel toe toen hij 22 jaar oud was. Hij ging naar school in Blackpool (de Blackpool Grammar School) en studeerde in Cambridge aan Jesus College waar hij cum laude afstudeerde in de Engelse taal. Als doctoraalstudent kreeg hij een beurs om twee jaar aan de Yale-universiteit te studeren. Na terugkeer in Engeland werd hij in 1935 Londense correspondent voor NBC. Iedere week maakte hij een praatje van 15 minuten voor een Amerikaans publiek onder de titel London letter ('Brief uit Londen'). In 1937 keerde hij terug naar de VS, en bleef daar: hij verkreeg in 1941 de Amerikaanse nationaliteit.
Kort na zijn emigratie stelde Cooke aan de BBC voor het radiopraatje in omgekeerde richting te programmeren: een brief van 15 minuten voor Engelse luisteraars over het leven in de VS. De BBC had aanvankelijk weinig belangstelling, en de eerste uitzending vond pas plaats op 24 maart 1946. Voor die tijd werd er met onregelmatige tussenpozen weleens een uitzending verzorgd onder de titel Mainly about Manhattan ('Hoofdzakelijk over Manhattan'), tot de oorlog uitbrak. Aanvankelijk werd niet verwacht dat het programma een lang leven beschoren zou zijn, maar in 1950 liep het nog steeds en kreeg Alistair Cooke zelfs een speciale zilveren BAFTA-prijs voor zijn bijdrage aan de Anglo-Amerikaanse relaties, en tot 2004 werd 'Letter from America' nog steeds uitgezonden, niet alleen in Engeland maar zelfs wereldwijd. 
In 1947 werd Cooke buitenlands correspondent voor de Manchester Guardian. (Dit was zijn eerste vaste aanstelling: al zijn eerdere werk was freelance geweest.) Hij is ook buitenlands correspondent voor The Times geweest. 
In 1968 was hij praktisch ooggetuige van de moord op senator Robert Kennedy en stond in de keuken van het hotel toen deze daar dodelijk gewond werd binnengedragen. 
In 1971 werd Cooke in de VS de presentator van Masterpiece theatre, een serie van de Amerikaanse zendorganisatie PBS waarin de beste Britse televisieprogramma's werden uitgezonden, een rol die hij tot 1992 vervulde en waarin hij voor het Amerikaanse publiek het best bekend is geworden. In 1973 werd Cooke door de Engelse Koningin voor zijn verdiensten geridderd.
Hij maakte voorts een succesvolle 13-delige televisieserie over de VS getiteld America: A Personal History of the United States. Zowel de serie als het begeleidende boek Alistair Cooke's America was in de VS en in Engeland een groot succes. De serie werd in 1975 ook in Nederland uitgezonden door de NOS.
Op 2 maart 2004, vier weken voor zijn overlijden, kondigde hij op 95-jarige leeftijd aan op doktersadvies met de radiopraatjes te zullen stoppen, waarmee een bijna zestigjarige traditie ten einde kwam.
Een jaar na zijn dood kwam hij in het nieuws, toen bekend werd dat voor zijn crematie zijn beenderen door medewerkers van een weefsel-herstelbedrijf gestolen waren.